# Margarida de Bourbon, Rainha de Navarra
Margarida de Bourbon (em francês:  Marguerite; Foix, c. 1216 – Provins, 12 de abril de 1256) foi rainha consorte de Navarra e condessa de Champanhe como esposa de Teobaldo I de Navarra. Após a morte do marido, ela governou como regente em nome do filho, Teobaldo II, de 1253 a 1256.

## Família
Margarida foi a filha mais velha de Arcambaldo VIII de Bourbon e de sua primeira esposa, Alice (ou Guigone) de Forez.
Os seus avós paternos eram Guido II de Dampierre, condestável de Champanhe, e Matilde I, Senhora de Bourbon. Os seus avós maternos eram Guido III, Conde de Forez e Adelasia.
Ela teve quatro irmãos: Arcambaldo IX de Bourbon, marido de Iolanda I, Condessa de Nevers; Guilherme, Senhor de Beçay, marido de Margarida, Senhora de Boisrosier; Maria, esposa de João I, Conde de Dreux, e Beatriz, esposa de Beraudo VI, Senhor de Mercœur.

## Biografia
Em março de 1232, foi assinado o contrato de casamento entre Margarida e o então conde Teobaldo. Eles se casaram 12 de setembro do mesmo ano, quando a noiva tinha 15 ou 16 anos, e o noivo, 31. Teobaldo era filho do conde Teobaldo III de Champanhe e da infanta Branca de Navarra. A primeira esposa do conde foi Gertrudes de Dagsburg, que tinha sido repudiada e já havia morrido, e a segunda foi Inês de Beaujeu, que morreu após ter tido uma filha, Branca, Duquesa da Bretanha.
O casamento entre Margarida e Teobaldo foi o segundo entre os condes de Champanhe com uma disparidade de idade significativa entre os cônjuges, sendo que o primeiro exemplo de tal união ocorreu entre Henrique I de Champanhe e a princesa Maria da França. Margarida trouxe um grande dote, no valor de 36.000 libras parisienses dadas pelo pai; no entanto, uma cláusula incomum no contrato nupcial estipulava que somente uma parte rateada dele seria devolvida ao seu pai, caso ela morresse sem descendência, dentro dos primeiros nove anos de casamento, e nada seria devolvido, caso ela falecesse após os nove anos. Apenas no caso de anulação, assim como aconteceu com o primeiro casamento dos pais da noiva e do próprio Teobaldo, a quantia integral seria restituída.
Em março de 1233, os bispos de Troyes e Langres anunciaram as capitulações matrimoniais, com as terras dados por Teobaldo para sua esposa: os castelães de Sézanne, Chantemerle, Pont-sur-Seine, Nogent-sur-Seine, Mery-sur-Seine, Lachy, Semoine, Payns, Barbonne e Montaimé. O Bispo de Sens confirmou estes concertos em novembro.
O casamento de Teobaldo com Margarida aumentou o descontentamento dos barões franceses, que viram o conde abandonar o partido dos inimigos de Luís IX de França, entre os quais se destacava Pedro I, duque da Bretanha, cuja filha, Iolanda, tinha sido noiva de Teobaldo, em 1231.

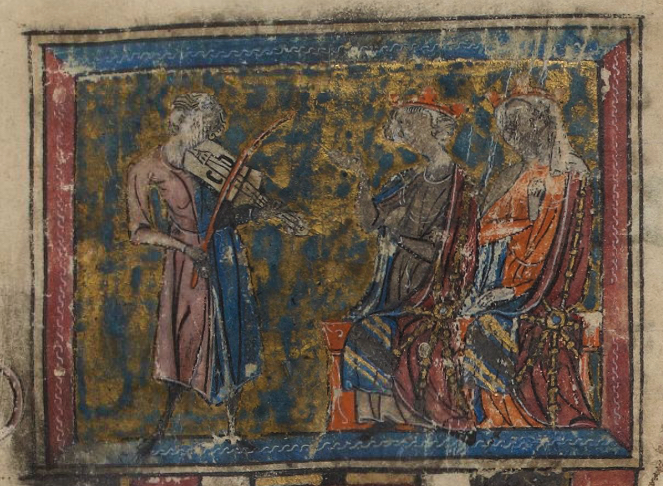
Teobaldo e Margarida ouvem um músico tocar, em miniatura do século XIII feita por artista desconhecido.

Em 1234, Margarida tornou-se rainha com a ascensão do marido ao trono, que o herdou do tio materno, Sancho VII de Navarra. Pouco se sabe sobre o período em que Margarida foi rainha consorte. O casamento acabou durando vinte anos, até a morte do rei, em 8 de julho de 1253. Eles tiveram seis filhos juntos. Apenas a primeira filha, Leonor, que morreu jovem, nasceu antes da ascensão do pai ao trono, e, portanto, não foi infanta de Navarra.

### Rainha Regente
Ela agora era mãe do novo Teobaldo II. Contudo, ele tinha apenas 14 anos, e as leis do reino exigiam a idade mínima de 21 para que ele pudesse governar. Assim, Margarida se viu no meio de uma crise de sucessão. Embora o marido dela, que também era o conde de Champanhe, tivesse residido em Navarra por muito tempo após sua ascensão, a nobreza não estava disposta a aceitar o filho deles como rei. Contudo, a rainha regente conseguiu impedir o início de uma rebelião aberta ao viajar com o filho para a capital, Pamplona, e ao se aliar com o Reino de Aragão, através de uma aliança com o rei Jaime I e o filho dele, Afonso, para se ajudarem mutuamente contra o rei Afonso X de Castela. Na aliança que fez com Aragão, foi acertado o casamento de Teobaldo com Constança, filha de Jaime ou, caso ela falecesse, com sua irmã, Sancha. Além disso, ela também teve de lidar com a disputa de longa data de Teobaldo I com os Cavaleiros Templários, que tinham comprado muitas propriedades feudais em Champanhe, apesar da desaprovação do conde. Como resultado, a rainha proibiu, de forma resoluta, a aquisição de mais terras no condado por parte da Ordem.
Para garantir o acesso de Navarra ao mar, Margarida colocou-se sob a proteção do Concílio de Baiona. No interior, negociou com a nobreza e as boas cidades, e possibilitou o reconhecimento do jovem rei. Os nobres do reino, porém, substituíram a rainha como regente, nomeando o rico Sancho Fernandes de Monteagudo, como tutor ou mestre do monarca, auxiliado por um conselho de doze barões. Esta minoria duraria até o rei completar vinte e um anos.
Em 1254, Teobaldo II convenceu a mãe a arranjar o seu casamento com a princesa Isabel de França, filha do rei Luís IX. Em 1256, ela deixou de ser regente quando o filho atingiu a maioridade. Margarida, então, se retirou para suas terras de viúva, que consistia de sete distritos (os quais correspondiam a quase 1/3 das rendas provenientes do condado), onde ela passou o resto de sua vida. 
Ainda em 1256, Margarida chegou a um acordo com o filho sobre os bens que lhe pertenciam como viúva do rei. Ela ficaria com o seu dote (exceto o castelo de Montaimé), mais Epernay e Vertus, dois castelões que não apareciam no capitulações de 1233. Em troca dos bens conjugais, ele receberia de Teobaldo II uma renda de 1.000 libras, das quais poderia dispor livremente de trezentas. A rainha manteria os seus bens móveis em Champanhe e Brie, exceto os arsenais do castelo, e renunciaria a todas as outras receitas do condado, exceto aquelas adquiridas após a morte do marido. Ela era a executora principal do testamento do filho.
Margarida faleceu em Provins, provavelmente de disenteria, em 12 de abril de 1256, com cerca de 40 anos, e foi enterrada na Abadia de Claraval.

## Descendência
- Leonor de Champanhe (n. 1233), morreu jovem;
- Teobaldo II de Navarra (1239 – 4 de dezembro de 1270), sucessor do pai. Foi casado com Isabel de França, mas não teve filhos com ela. Teve uma filha ilegítima com Marquesa Gil de Rada, que é apenas conhecida como Marquesa de Navarra, que foi a segunda esposa de Pedro Fernandes, Barão de Híjar, filho ilegítimo do rei Jaime I de Aragão, com quem teve um filho, também chamado Pedro Fernandes;
- Margarida de Navarra (1240 – 3 de outubro de 1307), foi esposa de Frederico III da Lorena, com quem teve oito filhos. Ela renunciou aos seus direitos sobre o condado de Champanhe logo após o casamento;
- Pedro de Navarra (m. 22 de maio de 1265), senhor de Muruzábal. Não se casou e nem teve filhos;
- Beatriz de Navarra (1242 – fevereiro ou após julho de 1295), foi a segunda esposa de Hugo IV, Duque da Borgonha, com quem teve cinco filhos;
- Henrique I de Navarra (1244 - 22 de julho de 1274), sucessor do irmão. Foi o primeiro marido de Branca de Artésia, com quem teve dois filhos, incluindo a rainha Joana I de Navarra. Também teve um filho ilegítimo, João Henriques de Lacarra, que teve dois filhos.

Teobaldo I também teve quatro filhos ilegítimos com suas amantes.